# Хваджон
Хваджон, хвачон (кор. 화전?, 花煎?, hwadʑʌn) — небольшой по размеру, сладкий корейский десерт, разновидность оладьев чон или пирожков тток, приготовляется из клейкой муки и сахара с любым видом съедобных цветов, например, азалией или хризантемой. Буквально заимствование из китайского «хваджон» означает «цветочный чон»; другие названия — ккот пуккуми (꽃부꾸미), ккот чиджими (꽃지지미), ккот тарим (꽃달임), они имеют корейское происхождения.

## Хваджон нори

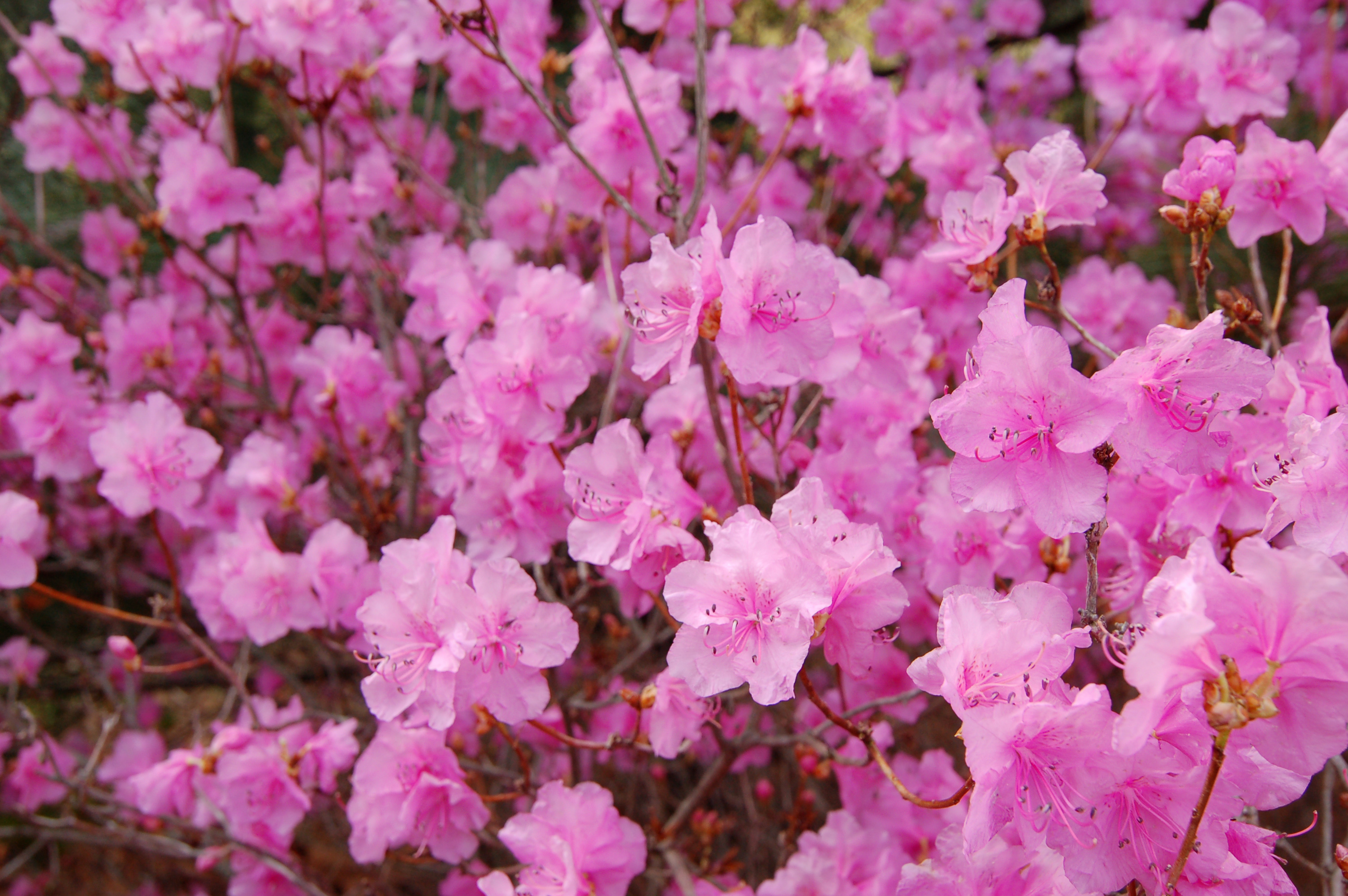
Чиндаллэ (рододендрон остроконечный)

Хваджон обычно употреблялся в день традиции хваджон нори (화전놀이), она существовала со времён династии Корё (918—1392), название означает «игра цветочных оладьев». Весной женщины шли вместе на пикник, захватив с собой клейкую муку и сковороду пончхоль (번철 фото) к ручью в день прихода весны Самджиналь (3 марта по лунному календарю). Женщины собирали съедобные цветы и готовили с ними хваджон, особенно характерным и типичным видом является чиндаллэ хваджон (진달래화전) с рододендроном; его ещё называют тугён хваджон (хангыль: 두견화전, ханча: 杜鵑花煎). Хваджон ели, запивая чиндаллэ хвачхэ, безалкогольным пуншем.
Осенью корейцы готовили хваджон с хризантемой (цветками и листьями), кук хваджон (국화전), запивая его хризантемовым вином «кук хваджу» (국화주) или юча хвачхэ (хвачхэ из юдзу). Кукхваджон также связан с фестивалем Чунъгу (중구, 重九, также Чуянъджоль, 중양절). Он проводится 9 сентября по традиционному календарю.

## Разновидности
Кроме чиндаллэ хваджон и кук хваджон существуют разновидности со всеми возможными съедобными цветами: и хваджон (이화전, 梨花煎, с азиатской грушей), поккот хваджон (벚꽃화전, с сакурой), чебиккот хваджон (제비꽃화전 с фиалкой) готовят весной, а чанъми хваджон (장미화전) с розами едят ранним летом. Мэндрами хваджон (맨드라미화전, с видом Celosia cristata) — осеннее блюдо.
Если цветов по сезону нет, то хваджон можно приготовить с лишайником умбиликарией, полынью ёмоги, зизифусом.